# 克林頓 (馬里蘭州)
克林頓（英語：Clinton）是位於美國馬里蘭州佐治王子縣的一個普查規定居民點。

## 人口
根據2020年美國人口普查的數據，克林頓的面積為64.99平方千米，當中陸地面積為64.79平方千米，而水域面積為0.20平方千米。當地共有人口38760人，而人口密度為每平方千米596.4人。